# Río Blanco (Chollay)
El río Blanco o Arroyo Blanco, es un curso de agua que fluye en la Región de Atacama para descargar sus aguas en el río Chollay de la cuenca del río Huasco, en la Región de Atacama, Chile.

## Trayecto
El río nace en la cordillera de los Andes y fluye con dirección general oeste y desemboca en el río Chollay en el sector de El Chacay.

## Caudal y régimen
El río Blanco drena las laderas del extremo sur de la sierra de las Palas con lo que aporta cerca del 40% del caudal de su río principal, Chollay.: 231 
La Dirección General de Aguas divide la cuenca en tres partes:: 49–50 
1. La subcuenca del Carmen, que desde su nacimiento en la cordillera de los Andes hasta su junta con el río del Tránsito presenta un régimen nival, con crecidas en diciembre en años húmedos, producto de los deshielos, mientras que en años secos se observan caudales muy bajos a lo largo de todo el año. El período de estiaje ocurre en el trimestre mayo-julio.
2. La subcuenca del Tránsito, que drena el río el Tránsito y el Conay, tiene un régimen nival, con crecidas entre noviembre y enero, en años húmedos, mientras que en años secos se observan caudales muy bajos a lo largo del año. El período de estiaje ocurre en el trimestre julio-septiembre.
3. La subcuenca del Huasco, que desde su nacimiento en la confluencia de los ríos El Tránsito y El Carmen, posse un régimen nival, con crecidas en diciembre y enero en años húmedos, producto de los deshielos. En años secos se observan caudales muy bajos durante todo el año, especialmente entre noviembre y abril, debido a la poca acumulación nival que se produce en este tipo de años. El período de estiaje ocurre en el trimestre agosto-octubre.

Hans Niemeyer, sin embargo, no es tan enfático. Al señalar que su régimen es nival, advierte que muchos años el régimen, o su caudal, tiene 2 puntas, una durante el periodo de lluvias y una durante el periodo de deshielo.: 232 

## Historia
Luis Risopatrón lo describe en su Diccionario Jeográfico de Chile (1924) como una quebrada y arroyo:: 909 
Arroyo Blanco (Quebrada del). De corta estensión corre hacia el S i desemboca en la márjen N de la parte superior de la de Chollai, a corta distancia al E de El Ternerito. 130; i 134; i arroyo Blanco en 156.